# Dasyatis garouaensis
Dasyatis garouaensis  (лат.) — малоизученный вид рода хвостоколов из семейства хвостоко́ловых отряда хвостоколообразных надотряда скатов. Они обитают реках Нигерии и Камеруна. Максимальная зарегистрированная ширина диска 40 см. Грудные плавники этих скатов срастаются с головой, образуя тонкий почти круглый диск. Рыло вытянутое и заострённое. Кожа лишена чешуи. Позади длинного ядовитого шипа на хвостовом стебле вентрально расположена складка кожи. Окраска дорсальной поверхности диска ровного коричневого или серого цвета. Подобно прочим хвостоколообразным Dasyatis acutirostra размножаются яйцеживорождением. Эмбрионы развиваются в утробе матери, питаясь желтком и гистотрофом. Рацион состоит из личинок водных насекомых. Не являются объектом целевого промысла. Попадаются в качестве прилова и страдают от ухудшения условий среды обитания. 

## Таксономия и филогенез
Впервые Dasyatis garouaensis был научно описан в 1962 год. Голотип представляет собой самку длиной 45 см и шириной диска 19,8 см, пойманную в реке Бенуэ, неподалёку от города Гаруа, Камерун. . Первоначально был отнесён к роду речных хвостоколов. В 1975 году на основании морфологических и физиологических характеристик был признан видом рода скатов-хвостоколов. Видовой эпитет дан по географическому названию  обитания. 

## Ареал и места обитания
Dasyatis garouaensis наряду с Dasyatis ukpam являются двумя представителями рода пресноводных скатов-хвостоколов, обитающих в реках Африки. Они встречаются в трёх речных системах Нигерии и Камеруна: Бенуэ, Санага и Кросс.  Несмотря на то, что они распространены только в пресных водах, нельзя исключать возможность того, что это эвригалинный вид.

## Описание
Грудные плавники этих скатов срастаются с головой, образуя почти круглый, очень плоский диск, ширина которого на 5 % превышает длину, а толщина составляет не более 11 % от ширины. Количество каждого плавника лучей колеблется от 122 до 124. Передний край диска слегка выгнут. Кончик рыла немного выступает за край диска. Позади среднего размера глаз расположены брызгальца, которые превышают их по размеру. На вентральной поверхности диска расположены 5 жаберных щелей, маленький рот и ноздри. Между ноздрями пролегает лоскут кожи с бахромчатым нижним краем. Мелкие зубы близко поставлены друг к другу и выстроены в шахматном порядке и образуют плоскую поверхность.  В отличие от самок и неполовозрелых особей зубы самцов заострены. Во рту имеется 16—18 верхних и 14—28 нижних зубных рядов. На дне ротовой полости пролегает ряд из 5 выростов. 
Широкие брюшные плавники имеют форму треугольника с закругленными вершинами. Кнутовидный хвост в 2 раза длиннее диска. Как и у других хвостоколов на дорсальной поверхности хвостового стебля расположен зазубренный шип,соединённый протоками с ядовитой железой. Иногда у скатов бывает 2 шипа. Периодически шип обламывается и на их месте вырастает новый. Позади шипа на хвостовом стебле расположена вентральная кожная складка. В целом кожа гладкая, за исключением центральной области на диске, покрытой мелкой чешуёй. У одних особей чешуя вообще отсутствует, а у других посередине имеется 2—4 укрупнённые чешуйки. Окраска дорсальной поверхности диска ровного коричневого или серого цвета. К краям диск светлеет. Вентральная поверхность диска белая. Максимальная зарегистрированная ширина диска 40 см.

## Биология
Как и у других пресноводных членов семейства осморегуляционная система Dasyatis garouaensis поддерживает в организме значительное количество мочевины (хотя гораздо меньшее, чем у морских видов), а также средства для сохранения её концентрации. По сравнению с речными хвостоколами, у которых осморегуляция осуществляется сходным с костистыми пресноводными рыбами способом, Dasyatis garouaensis и их сородичи, вероятно, не так давно освоились в пресной воде. Ампулы Лоренцини у этих хвостоколов мельче и имеют упрощённое строение по сравнению с морскими хвостоколами, что отражает ограничения, накладываемые на электрорецепцию пресноводными условиями обитания. Рацион этих скатов состоит из нимф подёнок, веснянок и ручейников, а также двукрылых.
Подобно прочим хвостоколообразным Dasyatis garouaensis  относится к яйцеживородящим рыбам. Эмбрионы развиваются в утробе матери, питаясь желтком и гистотрофом. У самок функционирует только левый яичник. Половая зрелость наступает в возрасте 2 года, максимальная продолжительность жизни оценивается в 5 лет у самцов и 7 лет у самок. Пойманная в реке Бенуэ самка с диском шириной 31,5 см была неполовозрелой, а самец с диском шириной 34,4 был взрослым. В реке Санага самцы становятся половозрелыми при ширине диска 26,4 см, а самки 26—30 см.

## Взаимодействие с человеком
Из-за ядовитого шипа Dasyatis garouaensisпотенциально опасны для людей, переходящих реку вброд. Народ Хауса называет этого ската водяным скорпионом. Мясо используют в пищу, оно поступает на рынок в свежем и копчёном виде. Исторически эти хвостоколы были широко распространены в реке Бенуэ; сейчас их численность снижается вследствие ухудшения условий среды обитания из-за засухи и антропогенных факторов и перелова.  Международный союз охраны природы присвоил этому виду статус сохранности «Уязвимый». 